# 台湾海峡复航
台湾海峡复航，以中华人民共和国籍货轮眉山轮于1979年5月29日在台湾海峡金门至马祖海域的11个小时的航行为标志，中华人民共和国方面恢复使用本国民用船只在台湾海峡通行的事件。
1950年起，两岸分治，中华民国政府在美国政府的支持下，奉行关闭政策，中華民國國軍长期军事封锁中国大陆东南沿海。中华人民共和国籍船只无法通过台湾海峡，中国大陆南北港口间的航运因此中断二十年，直到1968年以绕行太平洋的方式打通南北航线。此后，中华人民共和国方面船只仍不能通行台湾海峡，长期绕行太平洋运行南北航线，解放军军用水面舰艇亦如此。
1972年，美国总统尼克松访华，中美关系解冻。1974年，西沙海战爆发，解放军东海舰队南下编队首过台湾海峡。1978年12月，美国与中华民国断交，次年1月，与中华人民共和国建交。在此背景下，中华人民共和国交通部于5月17日，批准眉山轮、富春江轮、红旗121轮等五艘轮船首航台湾海峡。由中国人民解放军总参谋部和交通部组建首航领导小组，军地多方给予支持。眉山轮配备了军用电台、高射机枪、重机枪等武器装备，并对船员进行了军事训练。5月27日，眉山轮从广州黄埔港起航。29日，抵达金门以南海域，黎明后眉山轮开始穿越台湾海峡中段，于17时30分越过马祖岛海域。此段航程共计168海里，用时11小时。期间，中華民國空軍派出一架飞机、中華民國海軍派出两艘军舰，但未对眉山轮做出军事反应。31日，眉山轮抵达日本名古屋，后顺利返回黄埔港。
1979年6月10日，满载1.8万吨铁矿石的“红旗121”轮从珠江口桂山島锚地起航，12日驶出台湾海峡，同日晚抵达长江口。从黄埔港至上海港的航线，采用直接通过台湾海峡的南北航线要比绕航航线缩短774海里，几乎缩短一半航程。“红旗121”轮的航行，标志着取道台湾海峡的南北航线正式恢复通航。
6月22日，中华人民共和国交通部召开“恢复台湾海峡正常通航会议”，并颁布《交通部关于我商船通行台湾海峡的暂行规定》，南北航行全部取道台湾海峡。9月12日，中华民国政府公告中止《戡乱时期截断匪区海上交通办法》，被视为中华民国方面在法理上终止关闭政策。
1979年11月底起，广州海运局航行南北航线的货运海轮全部取道台湾海峡。1983年11月30日，广州海运局“紫罗兰号”客轮、上海海运局“长柳号”分别从黄埔港、上海港相向开出，完成客轮通过台湾海峡的首航，由此开辟广州—上海客班线。自1984年7月1日起，广州—上海客班轮挂靠厦门港。1985年3月29日，“紫罗兰”轮从黄埔港起航，4月1日抵达青岛港，4月2日抵达大連港，开辟了中国沿海运距最长的客运航线。此后，中华人民共和国船只以在臺灣海峽中線西侧航行的方式通过台湾海峡。

## 相关條目
- 关闭政策
- 打通南北航线
- 臺灣海峽中線
- M503航路事件